# Oncideres castanea
Oncideres castanea là một loài bọ cánh cứng trong họ Cerambycidae.